# Róbert Berény
Róbert Berény (ur. 18 marca 1887 w Budapeszcie, zm. 10 września 1953 w Budapeszcie) – węgierski malarz.
W 1904 roku wyjechał do Paryża i w latach 1905–1907 studiował na tamtejszej szkole malarskiej Académie Julian. Podczas swojego pobytu w stolicy Francji Berény znalazł się pod wpływem wielu znanych ówczesnych malarzy, głównie Paula Cézanne'a.
Berény jest najbardziej znany ze swoich impresjonistycznych oraz kubistycznych dzieł i obrazów. Do najbardziej znanych obrazów należy portret Bartóka, a także Scena z 1913 roku. W czasie istnienia Węgierskiej Republiki Rad Berény był kierownikiem wydziału malarstwa w departamencie sztuki.
W 1919 roku wyjechał do Berlina, gdzie się osiedlił. W 1926 roku wrócił na Węgry i w 1934 zamieszkał w mieście Zebegény. W 1936 roku otrzymał Nagrodę Szinnyei.
W 1945 jego warsztat został zniszczony wraz z licznymi pracami oraz dziełami artysty. Po wojnie  Berény został nauczycielem w Akademii Sztuk Pięknych.